# 영국 유대인
영국 유대인(종종 영국 유대 공동체 또는 앵글로-유대 공동체로 통칭됨)은 영국 시민인 유대인을 가리킨다. 영국에서 유대인으로 밝힌 사람들의 수는 2001년과 2021년 사이에 4% 미만으로 증가했다.

## 역사
영국에 기록된 최초의 유대인 공동체는 1070년에 잉글랜드로 정복왕 윌리엄 1세에 의해 들어왔다. 그는 유대인들의 상업적 기술이 그의 새로 정복한 나라를 더 번영하게 만들 것이라고 믿었다. 12세기 말, 잉글랜드, 특히 동해안에서 일련의 피의 비난과 치명적인 포그롬이 자행되었다. 특히 1190년 3월 16일, 제3차 십자군을 앞두고 요크의 유대인들이 현재 클리퍼드 타워가 서 있는 곳에서 학살되었고, 잉글랜드의 에드워드 1세는 1275년에 유대인 법령('Statutum de Judaismo')을 통과시켜 유대인 공동체의 활동을 제한했으며, 특히 고리대금 관행(이자를 받는 것)을 금지했다. 15년 후 에드워드는 이러한 조항 중 상당수가 무시되고 있다는 것을 발견하고 유대인을 잉글랜드에서 추방했다. 유대인 인구는 법으로 보호받던 폴란드와 같은 나라로 이주했다. 소수의 잉글랜드 유대인 공동체는 추방에도 불구하고 숨어 지냈다. 유대인들은 1707년까지 독립 왕국이었던 스코틀랜드에서 금지되지 않았다. 그러나 18세기 이전에는 스코틀랜드에서 유대인의 존재에 대한 기록이 없다. 유대인들은 당시 웨일스에서도 금지되지 않았지만, 잉글랜드는 결국 헨리 8세 치하에서 웨일스를 합병했다. 헨리 8세의 잉글랜드가 웨일스를 합병하자, 유대인에 대한 잉글랜드의 금지는 웨일스로 확대되었다. 1290년과 합병 사이에 웨일스에 유대인이 있었다는 알려진 기록은 단 하나뿐이지만, 1290년 이후에도 개인이 그곳에 남아 있었을 가능성이 있다.
소규모의 마라노 공동체가 1609년에 브리스틀에서 확인되어 추방되었다. 1656년, 올리버 크롬웰은 잉글랜드와 웨일스에서의 유대인 정착 금지 조치가 더 이상 시행되지 않을 것이라고 분명히 했지만, 랍비 메나세 벤 이스라엘이 유대인들의 귀환을 허용하는 청원을 가져왔을 때, 호국경 정부의 대부분은 이를 거부했다. 호국경 정부가 랍비의 청원을 거부했음에도 불구하고, 유대인 공동체는 1656년을 잉글랜드와 웨일스로 유대인들이 재입국한 시점으로 간주한다. 19세기 중반 영국 통치하의 아일랜드에서 가톨릭 해방을 위한 활동으로 "해방자"로 알려진 대니얼 오코넬은 유대인에게 특별한 옐로 배지를 규정했던 "데 주다이스모" 법의 폐지를 성공적으로 이끌었다. 유대인 혈통이지만 잉글랜드 국교회에 입교한 벤저민 디즈레일리 (1804년–1881년)는 30년간 정부에서 봉사했으며, 두 차례 영국 총리를 지냈다.
영국에서 가장 오래된 유대인 공동체는 스페인 및 포르투갈 유대인 공동체로, 1630년대에 재입국 전 런던에서 비밀리에 존재했으며 1656년에 비공식적으로 합법화되었다. 유대인 공동체는 이 날짜를 유대인이 잉글랜드(당시 웨일스 포함)에 재입국한 날짜로 간주한다. 17세기 후반부터 19세기 초까지 주로 독일 국가에서 아슈케나짐 이민이 소규모로 계속되었다. 두 번째 아슈케나짐 이민 물결은 1880년부터 1905년까지 러시아 제국에서 포그롬과 5월 법령으로 인한 박해를 피해 온 대규모 아슈케나짐 유대인 이민자들이 섬으로 향했다. 많은 독일 및 폴란드 유대인들은 나치 홀로코스트를 피해 제2차 세계 대전 전후로 영국에 도착했다. 오늘날 영국 유대인의 약 80–90%가 아슈케나짐이다.
탈식민지화 이후 20세기 후반에는 예멘 유대인, 이라크 유대인, 바그다디 유대인들이 영국에 정착했다. 다문화 공동체인 영국 유대인들은 2006년에 잉글랜드 재정착 350주년을 기념했다.

## 인구 통계

### 인구 규모
2021년 영국 인구 조사에 따르면, 잉글랜드 웨일스에는 271,327명의 유대인이 있었는데, 이는 전체 인구의 0.5%에 해당한다. 반면, 2021년 북아일랜드 인구 조사에서는 439명의 자칭 유대인이 있었는데, 이는 인구의 0.02%에 불과하지만 2011년 인구 조사 이후 31% 증가한 수치이다. 2011년 인구 조사에 따르면 스코틀랜드에는 5,887명의 유대인이 거주했으며, 영국 전체로는 277,653명의 자칭 유대인이 있었다. 이 수치에는 왕실속령과 해외 영토의 훨씬 작은 공동체는 포함되지 않는다. 특히, 지브롤터, 저지섬, 버뮤다 등에는 유대인 공동체가 있다. 그러나 이 최종 수치는 과소 추정된 것으로 간주된다. 인구통계학자 데이비드 그레이엄과 스탠리 워터먼은 다음과 같은 여러 이유를 제시한다: 일반적으로 인구 조사의 과소 표집; 질문이 세속적인 유대인을 기록하지 않음; 질문의 자발성; 유대인들이 그러한 질문에 대한 의심; 그리고 많은 하레디 유대인들의 높은 무응답률. 이에 비해 유대인 가상 도서관은 2012년에 291,000명의 유대인 인구(유대교 신자에 국한되지 않음)를 추정했으며, 이는 영국 유대인 공동체를 세계에서 다섯 번째로 큰 공동체로 만든다. 이는 영국 인구의 0.43%에 해당한다. 유대인의 절대적인 수는 기록이 시작된 이래로 점차 증가하고 있다. 2011년 인구 조사에서 잉글랜드와 웨일스의 263,346명이 종교에 대한 자발적 질문에 "유대인"이라고 답했으며, 2001년에는 259,927명이었다.
2001년 인구 조사는 역사상 처음으로 (자발적인) 종교 질문("당신의 종교는 무엇입니까?")을 포함했다. 266,740명이 자신의 종교를 "유대인"으로 기재했다. 그러나 유대인은 누구인가라는 주제는 복잡하며, 종교 질문은 민족적, 문화적으로 유대인일 수 있는 사람들을 기록하지 않았다. 자신의 종교를 유대인으로 선택한 사람들 중 97%가 자신의 민족 그룹을 백인으로 기재했다. 그러나 유대인 정책 연구소 (JPR)의 보고서는 이 질문에 "유대인"이라고 직접 쓰는 명백한 선택지가 있었음에도 불구하고, "피부색"과 국적 편견 때문에 많은 사람들에게 떠오르지 않았으며, 만약 "유대인"이 명시적인 선택지였다면 결과는 달랐을 것이라고 제안한다. (민족성만으로 유대인인 응답자는 2,594명에 불과했다.) 종교 질문은 2011년 영국 인구 조사에도 나타났지만, 민족 그룹 질문에는 여전히 "유대인"에 대한 명시적인 선택지가 없었다. 영국 유대인 대표 이사회는 모든 유대인들이 종교 질문이나 민족성 질문을 통해 유대인임을 표시하도록 권장했다.
2005년부터 2008년까지 유대인 인구는 275,000명에서 280,000명으로 증가했으며, 이는 주로 하레디 (또는 초정통파) 유대인의 높은 출산율에 기인한다. 2007년 맨체스터 대학교의 연구에 따르면 영국 유대인 출생의 75%가 하레디 공동체에서 나왔다. 초정통파 여성은 평균 6.9명의 자녀를, 세속적인 유대인 여성은 1.65명의 자녀를 낳는다. 2015년 유대인 정책 연구소는 잉글랜드에서 정통파 공동체는 연간 거의 5%씩 성장하는 반면, 비하레디 공동체는 연간 0.3%씩 감소하고 있다고 보고했다. 또한 2007년부터 2015년 사이에 엄격한 정통파 출생아 수는 연간 35% 증가하여 1,431명에서 1,932명으로 늘어났다고 기록되었다. 반면, '주류' (비엄격 정통파) 출생아 수는 같은 기간 동안 1,844명에서 1,889명으로 (+2.4%) 더 적게 증가했다.

### 역사적 인구
19세기에 들어서면서 유대인 인구는 20,000명을 넘지 않는 소규모였다. 그러나 1881년 이후 수십 년 만에 인구가 4배로 증가했는데, 이는 많은 유대인들이 러시아 제국의 억압을 피해 도망쳤기 때문이다. 인구는 1933년에서 1945년 사이에 무려 50%나 증가했는데, 영국은 1933년에서 1938년 사이에 약 70,000명의 유대인을 받아들였고, 1938년에서 1945년 사이에 추가로 80,000명을 받아들였다. 1940년대 후반과 1950년대 초반은 영국 유대인들에게 수치상으로 절정기였다. 그 후 많은 신규 이민자들이 이스라엘로 이주하거나 유럽으로 돌아가거나 다른 곳으로 이민을 갔고, 다른 많은 개인들이 동화되면서 감소세가 뒤따랐다. 감소세는 1990년대까지 계속되었지만, 그 이후로 반전되었다. 2001년 인구 조사 이전에 주어진 추정치는 인구 조사와 직접 비교할 수 없을 가능성이 있는데, 인구 조사는 순전히 자가 식별에 기반하는 반면, 추정치는 공동체 구성원 수에 기반하며, 450,000명에서 266,740명으로의 감소는 추정자들의 기준에 따르면 450,000명에서 300,000명에서 350,000명 사이로의 감소에 가깝다고 볼 수 있다. 세르지오 델라페르고라(Sergio DellaPergola)와 같은 현대 유대인 인구통계학자들은 2010년대 초반 영국 유대인 인구를 약 300,000명으로 추정하며, 그 이후로 증가했다.

#### 이주
잉글랜드와 웨일스에 거주하는 유대인 중 대다수(83.2%)는 영국에서 태어났다. 2015년에는 잉글랜드 유대인의 약 6%가 이스라엘 여권을 소지하고 있었다. 2019년 영국 통계청은 영국에 거주하는 이스라엘 출생자 수가 21,000명으로, 2001년 11,890명에서 증가했다고 추정했다. 이 21,000명 중 8,000명은 이스라엘 국적을 가지고 있었다. 2013년에는 프랑스에서의 반유대주의 공격으로 인해 프랑스 유대인들이 영국으로 대거 이주했다고 보도되었다. 이로 인해 일부 시나고그에서는 프랑스어 안식일 예배를 시작했다.
2018년에는 534명의 영국인들이 이스라엘로 이민을 갔는데, 이는 3년 연속 감소세를 나타냈다. 이 수치는 2015년보다 3분의 1 감소한 것으로, 5년 만에 가장 낮은 수치였다. 한편, 이스라엘에서 유대인들의 이민은 이스라엘로의 유대인 이민보다 약 3:2의 비율로 꾸준히 높아서, 영국 유대인 공동체는 유대인 이민자들의 순증가를 보이고 있으며, 이제 이스라엘인들은 영국 유대인 공동체의 약 6%를 차지한다.

#### 민족성
| 민족 그룹                 | 2001    | 2001   | 2011    | 2011   | 2021    | 2021  |
| 민족 그룹                 | 수      | %      | 수      | %      | 수      | %     |
| ------------------------- | ------- | ------ | ------- | ------ | ------- | ----- |
|                           |         |        |         |        |         |       |
| 백인                      | 249,483 | 96.82  | 241,356 | 92.37  | 230,399 | 85.56 |
| – 영국인                  | 216,403 | 84.00  | 200,934 | 76.90  | 180,325 | 66.96 |
| – 아일랜드인              | 1,134   | 0.44   | 1,116   | 0.43   | 927     | 0.34  |
| – 아일랜드 유랑민         |         |        | 241     | 0.09   | 161     | 0.06  |
| – 로마                    |         |        |         |        | 178     | 0.07  |
| – 기타 백인               | 31,946  | 12.40  | 39,065  | 14.95  | 48,808  | 18.12 |
| 혼혈                      | 3,038   | 1.18   | 4,209   | 1.61   | 6,029   | 2.24  |
| – 백인 및 아시아인        | 828     | 0.32   | 1,229   | 0.47   | 1,190   | 0.44  |
| – 백인 및 흑인 카리브인   | 379     | 0.15   | 778     | 0.30   | 780     | 0.29  |
| – 백인 및 흑인 아프리카인 | 181     | 0.07   | 424     | 0.16   | 442     | 0.16  |
| – 기타 혼혈               | 1,650   | 0.64   | 1,778   | 0.86   | 3,617   | 1.34  |
| 아시아인                  | 1,968   | 0.76   | 2,750   | 1.05   | 1,526   | 0.57  |
| – 인도인                  | 663     | 0.26   | 816     | 0.31   | 557     | 0.21  |
| – 중국인                  | 104     | 0.04   | 324     | 0.12   | 159     | 0.06  |
| – 파키스탄인              | 353     | 0.14   | 433     | 0.17   | 261     | 0.10  |
| – 방글라데시인            | 124     | 0.05   | 222     | 0.08   | 83      | 0.03  |
| – 기타 아시아인           | 724     | 0.28   | 955     | 0.37   | 466     | 0.17  |
| 흑인                      | 893     | 0.35   | 1,591   | 0.61   | 1,611   | 0.60  |
| – 카리브인                | 535     | 0.21   | 611     | 0.23   | 649     | 0.24  |
| – 아프리카인              | 236     | 0.09   | 499     | 0.19   | 709     | 0.26  |
| – 기타 흑인               | 122     | 0.05   | 481     | 0.18   | 253     | 0.09  |
| 기타                      |         | 11,376 |         | 29,719 |         |       |
| – 아랍인                  |         |        | 564     | 0.22   | 422     | 0.16  |
| – 기타 민족 그룹          | 2,289   | 0.89   | 10,812  | 4.14   | 29,297  | 10.88 |
|                           |         |        |         |        |         |       |
| 합계                      | 257,671 | 100.0  | 261,282 | 100.0  | 269,293 | 100.0 |

### 지리적 분포
영국 유대인의 대다수는 잉글랜드 남동부, 특히 런던과 그 주변에 거주한다. 런던 자체에만 약 145,480명의 유대인이 살고 있는데, 이는 전국 유대인 인구의 절반 이상이며, 특히 북런던의 바닛 (56,620명), 해크니 (17,430명), 캠던 (10,080명), 해링게이 (9,400명), 해로 (7,300명), 레드브리지 (6,410명), 웨스트민스터 (5,630명), 브렌트 (3,720명), 엔필드 (3,710명), 이즐링턴 (2,710명), 켄싱턴 앤 첼시 (2,680명)에 집중되어 있다. 런던 경계 밖에 있지만 런던과 가깝지 않은 지역에도 30,220명의 유대인이 거주하며, 그 중 21,270명은 서던 하트퍼드셔에, 4,930명은 사우스웨스턴 에식스에 거주한다. 따라서 런던과 그 주변 지역의 총 유대인 인구는 175,690명이며, 잉글랜드와 웨일스의 나머지 지역을 합친 인구는 95,640명이다.
총 런던에서 다소 떨어진 지역 사회를 포함하여, 그레이터 런던에 인접한 6개 카운티에는 46,000명 미만의 유대인이 살고 있으며, 그 중 3분의 2는 런던 바로 옆 지역에 거주한다. 하트퍼드셔주에는 총 26,400명 이상의 유대인이 있으며, 그 중 18,350명은 바닛 및 해로의 유대인 지역에 인접한 하트퍼드셔 남서부의 허츠미어 자치구에 있다. 허츠미어의 유대인 인구가 많은 마을과 도시는 보럼우드 (6,160명), 부시 (5,590명), 래들렛 (2,980명)이다. 래들렛 인구의 약 30%, 부시 인구의 20%, 보럼우드 인구의 17%, 인접한 셰널리 인구의 21%, 그리고 유대인이 다수인 인근 엘스트리 인구의 36%가 유대인이다. 런던에서 더 멀리 떨어진 곳에는 세인트올번스에도 상당한 공동체가 있으며, 카운티 전역에 걸쳐 다른 작은 공동체들이 있다. 에식스주에는 10,300명 이상의 유대인이 있으며, 그 중 4,380명은 카운티 남서부의 에핑포리스트 지구에 거주한다. 사우스엔드온시에도 상당한 공동체가 있다. 총 2021년 현재 런던과 그 주변 카운티에는 잉글랜드와 웨일스 유대인 인구의 70.56%가 거주하고 있다.
다음으로 중요한 인구는 그레이터 맨체스터에 있으며, 28,000명 이상의 공동체가 주로 베리(10,730명), 솔퍼드(10,370명), 맨체스터(2,630명), 트래퍼드(2,410명)에 거주한다. 또한 리즈(6,270명), 게이츠헤드(2,910명), 브라이턴(2,460명), 세인트올번스(2,240명), 사우스엔드(2,060명)에도 상당한 공동체가 있다. 리버풀, 본머스, 버밍엄과 같이 역사적으로 규모가 컸던 일부 공동체는 꾸준한 감소세를 겪었으며 현재는 각각 2,000명 미만의 자칭 유대인이 거주한다. 반대로, 브리스틀, 옥스퍼드, 케임브리지와 같은 곳에는 작지만 성장하는 공동체들이 있다.
영국에서 유대인 인구 비율이 가장 높은 카운티는 하트퍼드셔주로 2.23%이다. 이어서 시티오브런던이 2.06%, 그레이터 맨체스터가 1.63%이다. 그레이터 맨체스터는 1.00%, 에식스주는 0.70%, 이스트서식스주는 0.65%이다. 다른 어떤 카운티도 0.50% 이상 유대인 인구를 차지하지 않는다. 잉글랜드와 웨일스에서 유대인 인구 비율이 가장 낮은 카운티 또는 주요 지역은 머서티드빌로, 한때 상당한 공동체가 있었음에도 불구하고 유대인 인구가 0.01% 미만이다. 허츠미어와 바닛 의회는 잉글랜드에서 유대인 인구 비율이 가장 높은 지방 당국으로, 각각 주민 6명 중 1명, 7명 중 1명이 유대인이다. 핀치리 앤 골더스 그린은 영국에서 유대인 인구가 가장 많은 정치 선거구이다.
스코틀랜드 인구는 그레이터 글래스고에 집중되어 있으며, 약 2,500명의 유대인이 거주한다. 스코틀랜드 유대인 인구의 약 30%, 즉 약 1,510명은 이스트렌프루셔에 거주하며, 대부분 글래스고 교외의 뉴턴 미언스 또는 그 주변에 있다. 글래스고 자체에는 약 970명의 유대인이 있다. 에든버러에는 1,270명의 유대인이 있으며, 나머지 35%의 스코틀랜드 유대인들은 전국에 흩어져 있다. 웨일스에서 가장 큰 공동체는 카디프에 있으며, 거의 700명의 유대인이 거주하고, 이는 웨일스 유대인 인구의 약 3분의 1을 차지하며, 카디프 자체 인구의 0.19%에 해당한다. 북아일랜드의 유일한 시나고그는 벨파스트에 있으며, 공동체는 100명 미만의 활동 회원을 가지고 있다. 비록 2021년 북아일랜드 인구 조사에서는 439명이 자신의 종교를 유대인으로 기록했지만, 2011년 이전 인구 조사 이후 놀라운 성장에도 불구하고 북아일랜드 공동체는 전체 수와 비율 면에서 네 홈 네이션스 중 가장 작다. 채널 제도 전역에는 작은 공동체들이 있으며, 저지섬 세인트브렐라드에는 활동적인 시나고그가 있지만, 섬의 유대인 인구는 49명에 불과하다. 맨섬에는 소수의 유대인만이 있으며, 시나고그는 없다.

### 연령대

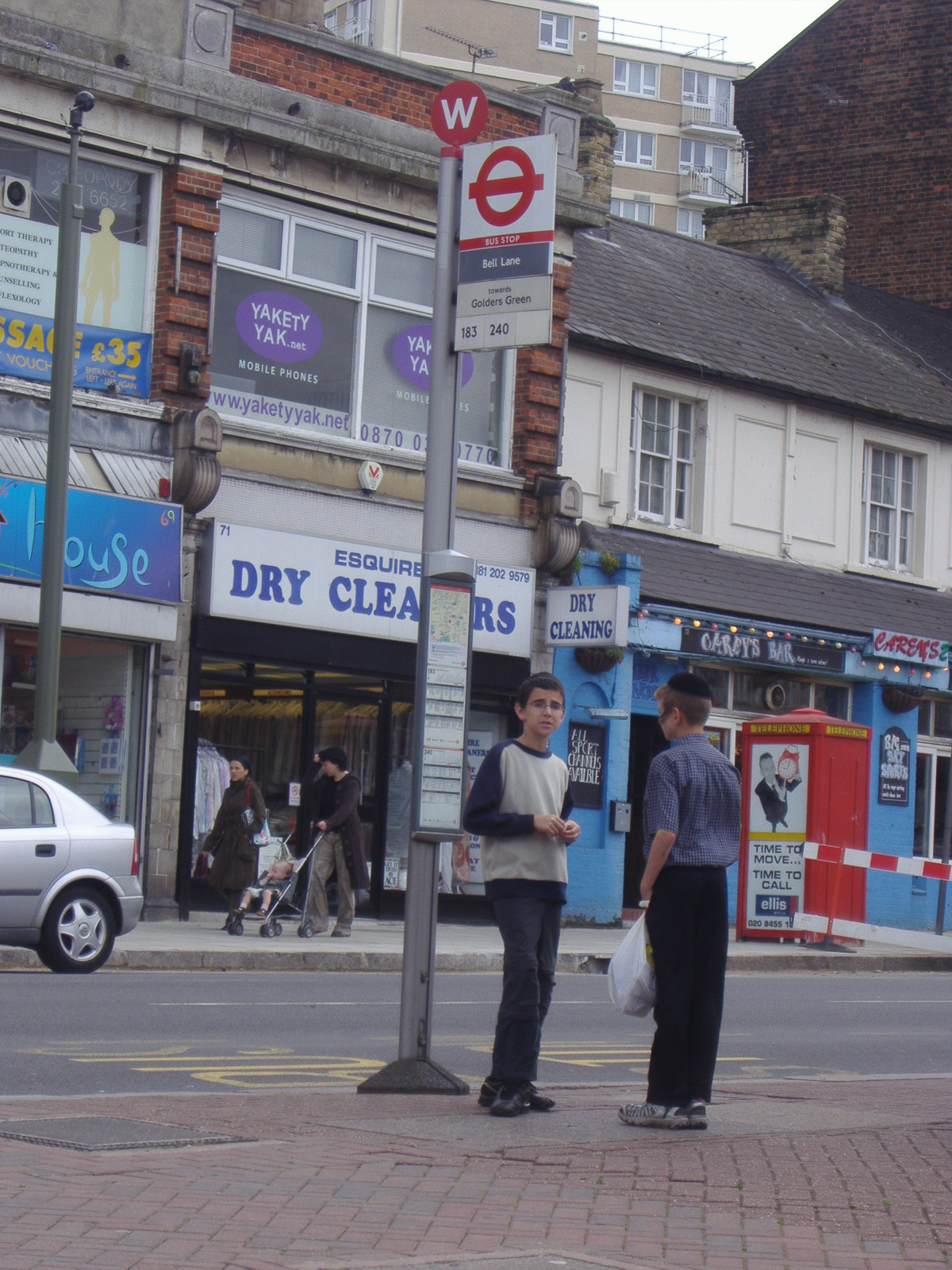
북런던 헨던의 버스 정류장에 있는 키파를 쓴 두 소년

영국 유대인 인구는 일반 인구보다 나이가 많은 경향이 있다. 잉글랜드와 웨일스에서 남성 유대인의 평균 연령은 41.2세인 반면, 전체 남성의 평균 연령은 36.1세이다. 여성 유대인의 평균 연령은 44.3세인 반면, 전체 여성의 평균 연령은 38.1세이다. 공동체의 약 24%는 65세 이상이다 (잉글랜드와 웨일스 일반 인구의 16%와 비교). 2001년 인구 조사에서 유대인은 75세 이상 연령층의 수가 65-74세 연령층의 수를 초과하는 유일한 그룹이었다.

### 교육
학령기 유대인 어린이의 약 60%가 유대인 학교에 다닌다. 유대인 데이 스쿨과 예시바는 전국에 있다. 유대 문화 연구 및 히브리어 교육은 일반적으로 시나고그에서 보충 히브리어 학교 또는 주일 학교 형태로 제공된다.
영국에 있는 대부분의 유대인 학교는 정부 자금으로 운영된다. 유대인 교육 센터는 많고 대규모 프로젝트이다. 영국에서 가장 유명한 유대인 학교 중 하나는 1732년에 문을 열었으며 약 2100명의 학생이 있는 런던의 국립 JFS이다. 이 학교는 과밀이며 입학에 엄격한 규칙을 적용하여 2009년 R (E) v Governing Body of JFS 차별 소송으로 이어졌다. 2011년에는 영국 최초의 교파 간 유대인 중등학교인 JCoSS라는 또 다른 대형 국립 학교가 북런던에 문을 열었다.
유대인 학생 연합은 대학의 유대인 학생들을 대표하는 연합 조직이다. 2011년에는 50개 이상의 유대인 학회가 있었다.
영국 유대인들은 일반적으로 높은 수준의 학업 성취도를 보인다. 일반 인구에 비해 학력이 없는 비율이 40% 낮고, "고급" 학력 소지 비율은 80% 높다. 25세 미만을 제외하고, 젊은 유대인들은 나이 든 유대인들보다 더 잘 교육받는 경향이 있다. 그러나 스탬포드 힐의 하레디 공동체에 있는 수십 개의 종일 교육 기관들은 영어와 수학과 같은 세속적 기술을 소홀히 한다는 비판을 받고 있으며, 교육부의 의미에서 학교가 아니라고 주장한다.
매년 열리는 림무드 축제는 다양한 국제 연사들을 유치하는 영국 유대인 공동체의 저명한 교육 행사이다.

### 경제
2001년 영국 인구 조사에 따르면 경제 활동을 하는 유대인의 30.5%가 자영업자였는데, 이는 일반 인구의 14.2%와 비교된다. 16-24세 유대인들은 일반 인구의 또래들보다 경제 활동을 할 가능성이 낮았고, 이들 중 89.2%가 학생이었다. 2010년 연구에서 일하는 성인 1인당 평균 소득은 시간당 15.44파운드였다. 중간 소득과 재산은 다른 종교 집단보다 현저히 높았다. 2015년 연구에서 빈곤은 다른 종교 집단보다 세대별로 가장 빠르게 증가했다.
잉글랜드와 웨일스의 2021년 인구 조사에 따르면 유대인의 72.3%가 주택을 소유하고 있었는데, 담보 대출로 소유한 경우가 32.5%, 완전 소유한 경우가 39.8%였다. 20.9%는 개인적으로 임대하거나 무상으로 거주하며, 나머지 6.8%는 사회 주택에 거주한다.

### 결혼
2016년 유대인 정책 연구소는 영국 유대인 공동체의 이교도 결혼 비율이 26%라고 보고했다. 이는 미국의 58%보다 절반 이상 낮고 1980년대 초의 23%와는 거의 변화가 없지만, 1960년대 말의 11%보다는 두 배 이상 높다. 혼혈 결혼 자녀 중 약 3분의 1은 유대교 신앙으로 양육된다.

## 종교
영국에는 약 454개의 시나고그가 있으며, 2016년 기준으로 최소 한 명의 유대인이 거주하는 모든 가구의 56.3%가 시나고그 회원이었다고 추정된다.:6 특정 교파에 속하는 가구의 비율은 다음과 같다.
- 정통파 ("유나이티드 시나고그, 시나고그 연합 및 독립 정통 시나고그로 구성") – 42.8%
- 엄격 정통파 ("정통 히브리 회중 연합 및 유사한 정신을 가진 시나고그") – 23.5%
- 개혁파 (개혁파 유대교 운동 및 웨스트민스터 시나고그 및 카임 베티크바 및 헤이스팅스 디스트릭트 유대인 사회) – 19.3%
- 자유주의 (자유주의 유대교 및 벨사이즈 스퀘어 시나고그) – 8.2%
- 마소르티 (마소르티 시나고그 회의) – 3.3%
- 세파르딤 – 2.9%

자신을 유대인으로 생각하는 영국 거주자들은 다음과 같이 분류된다.
- 34% 세속적
- 18% 초정통파
- 14% 현대 정통파
- 14% 개혁파
- 10% 전통적이나 그다지 종교적이지 않음
- 6% 자유주의
- 2% 보수파
- 2% 세파르딤[52]:11–12

해로구의 스탠모어 앤 캐넌스 파크 시나고그는 2015년에 유럽에서 단일 정통 시나고그 중 가장 많은 회원을 보유하고 있다고 밝혔다.

## 문화

### 미디어
영국에는 전국 또는 지역 수준으로 발행되는 여러 유대인 신문, 잡지 및 기타 미디어가 있다. 가장 잘 알려진 것은 1841년에 창간되어 세계에서 가장 오래 지속적으로 발행되는 유대인 신문인 더 유대인 크로니클이다. 다른 출판물로는 유대인 뉴스, 유대인 텔레그래프, 하모디아, 유대인 트리뷴 및 유대인 르네상스가 있다. 2020년 4월, 2월에 합병 계획을 발표하고 나중에 공동 청산 계획을 발표했던 더 유대인 크로니클과 유대인 뉴스는 전자가 컨소시엄에 인수된 후 별개의 법인으로 계속되었다.

### 음식
1800년대 중반 영국에서 요리책이 인기를 얻으면서 주부들에게 요리법을 가르치고 영감을 주며 영국 유대인들이 경험한 전반적인 요리 방식에 영향을 미쳤다. 시간이 지남에 따라 유대인 음식의 형태는 유럽 전역에 걸친 빈번한 이주 역사를 보여주었다. 동유럽과 아슈케나짐 음식의 영향이 많았다. 그 결과 앵글로-유대인 여성들은 빵, 베이글, 감자를 꾸준히 집에 두는 것이 일반적이 되었다. 디아스포라로 가득 찬 역사를 가지고 있었기 때문에 요리는 생선, 고기, 스파게티, 푸딩, 수프 등 다양했다. 독특한 영국 유대인 요리는 아스픽에 담긴 일반적인 삶은 게필테 피슈가 아니라 튀긴 게필테 피슈 공이다.

## 정치

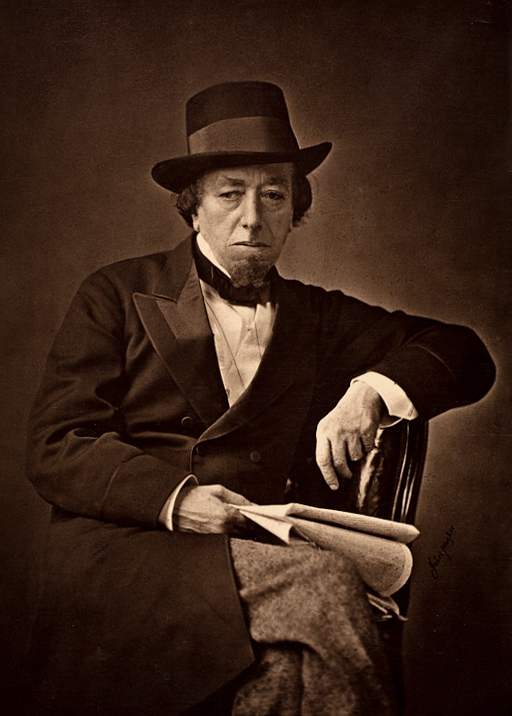
1878년의 벤저민 디즈레일리, 유대인 태생으로는 유일한 총리였으나, 실제로는 기독교 신자였다.

2015년 영국 총선 이전에 조사된 영국 유대인의 69%는 보수당에 투표할 계획이었고, 22%는 노동당에 투표할 계획이었다. 2016년 5월 영국 유대인을 대상으로 한 여론 조사에 따르면 77%가 보수당, 13.4%가 노동당, 7.3%가 자유민주당에 투표할 것으로 나타났다. 2019년 10월 영국 유대인을 대상으로 한 여론 조사에 따르면 64%가 보수당, 24%가 자유민주당, 그리고 단 6%만이 노동당에 투표할 것으로 나타났다.
유대인들은 일반적으로 중산층이 지배적인 것으로 간주되지만, 역사적으로 많은 유대인들은 런던의 노동계급 공동체에서 살았다. 2015년 여론조사에 따르면, 정치인들의 이스라엘에 대한 태도는 영국 유대인 4명 중 3명의 표심에 영향을 미친다.
2023년 자체 선택 응답자 설문조사에 따르면, 영국 유대인 5명 중 4명은 시온주의자로 자신을 식별한다.
런던에서는 유대인 인구가 가장 많은 상위 선거구들 대부분이 2010년 영국 총선에서 보수당에 투표했다. 이들은 핀치리 앤 골더스 그린, 헨던, 해로 동부, 치핑 바넷, 일포드 북부, 그리고 하트퍼드셔의 허츠미어이다. 예외는 해크니 북부와 스토크 뉴잉턴과 햄프스테드 앤 킬번이었는데, 이 둘은 선거에서 노동당에 투표했다. 지역 외에서는 베리 남부와 블랙리 앤 브로턴과 같은 대규모 유대인 선거구들이 노동당에 투표했다.
| 선거별 유대인 의원 1945년–1992년 | 선거별 유대인 의원 1945년–1992년 | 선거별 유대인 의원 1945년–1992년 | 선거별 유대인 의원 1945년–1992년 | 선거별 유대인 의원 1945년–1992년 | 선거별 유대인 의원 1945년–1992년 | 선거별 유대인 의원 1945년–1992년 |
| 선거                             | 노동당                           | 보수당                           | 자유당/연합당                    | 기타                             | 합계                             | 의회 %                           |
| -------------------------------- | -------------------------------- | -------------------------------- | -------------------------------- | -------------------------------- | -------------------------------- | -------------------------------- |
| 1857                             |                                  |                                  | 1                                |                                  | 1                                | 0.2                              |
| 1859                             |                                  |                                  | 3                                |                                  | 3                                | 0.5                              |
| 1865                             |                                  |                                  |                                  |                                  | 6                                | 0.9                              |
| 1868                             |                                  |                                  |                                  |                                  |                                  |                                  |
| 1874                             |                                  | 1                                |                                  |                                  |                                  |                                  |
| 1880                             |                                  | 1                                | 4                                |                                  | 5                                |                                  |
| 1885                             |                                  | 3                                | 6                                |                                  | 9                                | 1.3                              |
| 1886                             |                                  |                                  |                                  |                                  | 9                                | 1.3                              |
| 1892                             |                                  |                                  |                                  |                                  |                                  |                                  |
| 1895                             |                                  |                                  |                                  |                                  |                                  |                                  |
| 1900                             |                                  | 7                                | 2                                |                                  | 9                                | 1.3                              |
|                                  |                                  |                                  |                                  |                                  |                                  |                                  |
| 1945                             | 26                               | 0                                | 0                                | 2                                | 28                               | 4.4                              |
| 1950                             | 23                               | 0                                | 0                                | 0                                | 23                               | 3.7                              |
| 1951                             | 17                               | 0                                | 0                                | 0                                | 17                               | 2.7                              |
| 1955                             | 17                               | 1                                | 0                                | 0                                | 18                               | 2.9                              |
| 1959                             | 20                               | 2                                | 0                                | 0                                | 22                               | 3.5                              |
| 1964                             | 34                               | 2                                | 0                                | 0                                | 36                               | 5.7                              |
| 1966                             | 38                               | 2                                | 0                                | 0                                | 40                               | 6.3                              |
| 1970                             | 31                               | 9                                | 0                                | 0                                | 40                               | 6.3                              |
| 1974 Feb                         | 33                               | 12                               | 1                                | 0                                | 45                               | 7.2                              |
| 1974 Oct                         | 35                               | 10                               | 1                                | 0                                | 45                               | 7.2                              |
| 1979                             | 21                               | 11                               | 1                                | 0                                | 32                               | 5.0                              |
| 1983                             | 11                               | 17                               | 2                                | 0                                | 30                               | 4.6                              |
| 1987                             | 7                                | 16                               | 1                                | 0                                | 24                               | 3.7                              |
| 1992                             | 8                                | 11                               | 1                                | 0                                | 20                               | 3.1                              |
| 2017                             | 8                                | 11                               | 0                                | 0                                | 19                               | 2.9                              |
| 2019                             | 5                                | 11                               | 0                                | 0                                | 16                               | 2.5                              |

로버트 젠릭과 키어 스타머와 같은 일부 국회의원들은 자신은 유대인이 아니지만 유대인과 결혼하여 유대인 자녀를 두고 있다.

## 반유대주의
가장 초기의 유대인 정착은 노르만 정복 직후인 1070년에 기록되었다. 이 시기 잉글랜드에 거주하던 유대인들은 종교적 차별을 경험했으며, 유대인들이 의례적 살인을 저질렀다고 비난하는 피의 비난이 잉글랜드 북부에서 시작되어 요크 학살과 차별 증가로 이어졌다고 생각된다.[2] 유대인들의 존재는 1290년 잉글랜드의 에드워드 1세의 추방 칙령까지 계속되었다.[3]
유대인들은 1655년 올리버 크롬웰에 의해 잉글랜드, 스코틀랜드, 아일랜드 공화국으로 재입국이 허용되었지만, 추방 기간 동안 암호 유대인들이 잉글랜드에 살았을 것으로 추정된다.[4] 유대인들은 수세기 동안 기복이 있었지만 점차 감소하는 차별과 굴욕에 정기적으로 시달렸다.[5]
19세기 후반과 20세기 초반, 러시아에서의 대탈출로 인해 영국 내 유대인 수는 크게 증가하여 런던 이스트엔드에 대규모 공동체가 형성되었다.[6] 반이민 정서는 영국 파시스트 연합이 유대인에 대한 증오를 선동하는 데 이용되었고, 이는 1936년 케이블 스트리트 전투로 이어졌다. 당시 파시스트들은 경찰이 무역조합원, 좌익 단체, 주민들이 방어하던 바리케이드를 제거할 수 없게 되자 유대인 인구가 많은 지역을 통한 행진을 포기할 수밖에 없었다.[7]
홀로코스트 이후 유대인에 대한 노골적인 인종적 증오는 영국 사회에서 용납되지 않게 되었다. 그러나 극우 단체에서 비롯된 반유대주의적 폭발은 계속되었고, 이는 유대인 퇴역군이 이끄는 43 그룹이 1945년부터 1950년대 초까지 파시스트 집회를 해산하는 계기가 되었다.
반유대주의 사건 기록은 1984년부터 작성되었지만, 보고 관행과 보고 수준의 변화로 인해 시간 경과에 따른 비교는 어렵다. 커뮤니티 보안 신탁 (CST)은 1994년에 "영국 유대인을 반유대주의 및 관련 위협으로부터 보호하기 위해" 설립되었다. 이 단체는 경찰 및 기타 당국과 협력하여 유대인 학교, 시나고그 및 기타 공동체 기관을 보호한다.
반유대주의 캠페인의 여론 조사 데이터에 따르면, 영국 유대인의 거의 절반이 2023년 하마스의 이스라엘 공격 이후 증가하는 반유대주의 때문에 영국을 떠나는 것을 고려했다고 밝혀졌다.

## 공동체 기관
영국 유대인 공동체 단체는 다음과 같다.
- 앵글로-유대인 협회
- 유대인 난민 협회
- 영국 유대인 대표 이사회 (1760년)
- CCJO 르네 카신
- 커뮤니티 보안 신탁
- 유대인 정책 연구소
- 유대인 보호 이사회
- 유대인 도서 위원회
- 유대인 케어
- 유대인 인종 평등 위원회
- 영국 유대인 족보 학회
- 유대인 리더십 위원회[70]
- JW3 – 런던의 행사 장소
- 키샤론
- 영국 유대인 연맹
- 유대인 여성 연맹
- 레오 벡 인스티튜트 런던
- 자유주의 유대교
- 림무드
- 런던 유대인 포럼
- 런던 유대인 문화 센터
- 마카베아인
- 미츠바 데이 인터내셔널
- 개혁 유대교 운동
- 노우드
- 스페인 및 포르투갈 세파르디 공동체
- 스코틀랜드 유대인 공동체 위원회
- 첼렘
- UCL 유대인 학 연구소
- 영국 유대인 영화제
- 유대인 학생 연합
- 유나이티드 복원 기구
- 유나이티드 시나고그
- 유대인 여성 연합
- 세계 유대인 구호

## 같이 보기
- 영국 유대인 목록
- 영국 유대인 공동체 목록
- 잉글랜드 유대인의 역사
- 스코틀랜드 유대인의 역사
- 아일랜드 유대인의 역사
- 맨섬 유대인의 역사
- 영국 유대인의 해방
- 게림

## 내용주 및 각주

### 내용주
1. ↑  이 질문은 과거 북아일랜드의 여러 인구 조사에 나타났다.[16] 스코틀랜드에는 두 가지 질문이 있었다: "어떤 종교, 종교 교파 또는 단체에 속해 있습니까?"와 "어떤 종교, 종교 교파 또는 단체에서 자랐습니까?"[14]

## 더 읽어보기
- Anti-Semitism Worldwide 1999/2000. 스테판 로스 인스티튜트. 네브래스카 대학교 출판부에서 배포. pp. 125–135.
- 체사라니, 데이비드 (1994). The Jewish Chronicle and Anglo-Jewry, 1841–1991. 케임브리지 대학교 출판부.
- 체사라니, 데이비드. "British Jews". Liedtke, Rainer; Wendehorst, Stephan. (eds) (1999). The Emancipation of Catholics, Jews and Protestants: Minorities and the Nation State in Nineteenth-Century Europe. 맨체스터 대학교 출판부. pp. 33–55.
- 엔델만, 토드 M. (2002). The Jews of Britain, 1656 to 2000. 캘리포니아 대학교 출판부.
- 스펙터, 실라 A. (ed) (2002). British Romanticism and the Jews: History, Culture, Literature. 팰그레이브 맥밀런.
- 발린스, 올리버; 코스민, 배리; 골드버그, 재클린. "The future of Jewish schooling in the United Kingdom". 유대인 정책 연구소. 2002년 12월 31일. 2011년 4월 4일 확인.
- 런던, 루이즈 (2003). Whitehall and the Jews, 1933–1948: British Immigration Policy, Jewish Refugees and the Holocaust. 케임브리지 대학교 출판부.
- 슈라이버, 모데카이; 쉬프, 앨빈 I.; 클레니키, 레온. (2003). The Shengold Jewish Encyclopedia (3rd edition). 슈라이버 출판. pp. 79–80.
- 윈-존스, 조너선; 제페이, 네이선 추가 보도. "Is this the last generation of British Jews?". 데일리 텔레그래프. 2006년 11월 26일. 2011년 4월 1일 확인.
- 신들러, 콜린. "The Reflection of Israel Within British Jewry". 벤-모셰, 대니; 세게브, 조하르 (eds) (2007). Israel, the Diaspora, and Jewish Identity. 서식스 학술 출판사. pp. 227–234.
- 버트, 리아자트. "Faith in numbers". 가디언. 2007년 11월 20일. 2011년 4월 4일 확인.
- 로리스, 질. "London's Jewish Museum reopens after major facelift". AP (통신사) 경유 USA 투데이. 2010년 3월 17일. 2011년 4월 1일 확인.
- 그레이엄, 데이비드; 보이드, 조너선. “Committed, concerned and conciliatory: The attitudes of Jews in Britain towards Israel” (PDF). 2011년 6월 6일에 원본 문서 (PDF)에서 보존된 문서. (1.64 MB). 유대인 정책 연구소. 2010년 7월 15일. 2011년 4월 4일 확인.  2011년 7월 22일. 웹페이지 참조.
- 브라운, 믹. "Inside the private world of London's ultra-Orthodox Jews". 데일리 텔레그래프. 2011년 2월 25일. 2011년 4월 1일 확인.
- "Publications on British Jews from the Berman Jewish Policy Archive @ NYU Wagner".